# 나루코키타역
나루코키타역(일본어: 鳴子北駅, なるこきたえき)은 일본 아이치현 나고야시 덴파쿠구에 위치한 철도역이다.

## 역 구조
섬식 승강장 1면 2선 지하역, 스크린도어가 설치되어 있다. 또 나고야 시영 지하철의 연장 구간에서 처음 역의 이미지 컬러가 설정되었고 그 색은 연두색이다. 역 업무는 일본 통운에 위탁되고 있다. 개찰구는 2곳으로 동쪽 개찰구는 자동 개찰기가 1통로만 설치되어 자동 매표기는 2번 출입구 측인 서쪽에만 설치되어 있다.

### 타는 곳
| 1 | ■ 사쿠라도리 선 | 도쿠시게 방면                   |
| 2 | ■ 사쿠라도리 선 | 이마이케·나고야·다이코도리 방면 |

## 역세권 정보
- 아이오이산 녹지
- 나루코 주택 단지
- 나고야 시영 버스 노나미 검차장

## 역사
- 2010년 5월 20일: 나루코키타 역으로 역명 결정.
- 2011년 3월 27일: 영업 개시.

## 인접역
| 나고야 지하철 ■ 사쿠라도리 선 | 나고야 지하철 ■ 사쿠라도리 선 | 나고야 지하철 ■ 사쿠라도리 선   |
| ----------------------------- | ----------------------------- | ------------------------------- |
| S 17 노나미 다이코도리 방면   |                               | 아이오이야마 S 19 도쿠시게 방면 |